# Brachyptera macedonica
Brachyptera macedonica är en bäcksländeart som beskrevs av Ikonomov 1983. Brachyptera macedonica ingår i släktet Brachyptera och familjen vingbandbäcksländor. Inga underarter finns listade i Catalogue of Life.